# Steven Bogaerts
Steven Bogaerts (Bonheiden, 1974) is een Vlaamse schrijver van thrillers en spannende young-adult-boeken. In 2005 debuteerde hij met de thriller 'Blik Vol Passie', die gaat over intriges in de bedrijfs- en spionagewereld, met wraak als onderliggend thema. Het bij het Davidsfonds uitgegeven boek schreef hij als schrijversduo samen met zijn vader, Willy Bogaerts.

## Levensloop
Bogaerts groeide op in Boortmeerbeek. Zijn middelbare school voltooide hij aan het Sint-Romboutscollege in Mechelen, en studeerde later af als bioloog aan de KU Leuven. Daar begon hij met het schrijven van artikels voor magazines. Naast het schrijven van boeken, startte hij vanuit een wetenschappelijke en technologische achtergrond in 2013 samen met ondernemer Arne Lauwers een Vlaamse e-uitgeverij, een project van auteurs voor auteurs. Hij woont en werkt in Leuven, wat regelmatig reflecteert in zijn werk.

## Werk
Bogaerts schrijft sinds 2005 samen met zijn vader misdaadromans met als hoofdpersonages commissaris Bottu, inspecteur Nico Pollak en Vicky Coetsier, elk met hun eigen menselijke problemen. De meeste verhalen spelen zich af in thuisstad Leuven, hoewel in latere werken andere steden zoals Sint-Truiden en vooral Oostende een belangrijkere rol gaan spelen.
De Scandinavische literaire misdaadroman Amalia, Amalia uit 2015 was geïnspireerd op een reis die de auteur maakte naar het hoge Noorden.
In 2018 schreef Bogaerts in opdracht van VTM de prequel op 13 Geboden, bijgestaan door zijn vader. In deze politieroman wijkt de auteur af van de vaste set hoofdpersonen en komt de Aalstse inspecteur uit de gelijknamige televisieserie inspecteur Devriendt ten tonele, die gedwongen wordt om met zijn oude Oostendse makker uit de politieschool, commissaris Jacob Doro, een moordzaak op te lossen.
Daarnaast schrijft Bogaerts ook jeugdboeken. Het Shakespeare Contingent uit 2017, dat hij samen schreef met Sam Laevers, speelt zich af in Engeland na het overlijden van koningin Elizabeth II. Fictieve personages treden er op in een historisch kader.